# العلاقات اليمنية البليزية
العلاقات اليمنية البليزية هي العلاقات الثنائية التي تجمع بين اليمن وبليز.

## مقارنة بين البلدين
هذه مقارنة عامة ومرجعية للدولتين:
| وجه المقارنة                                              | اليمن                   | بليز         |
| --------------------------------------------------------- | ----------------------- | ------------ |
| المساحة (كم2)                                             | 555.00 ألف              | 22.97 ألف    |
| عدد السكان (نسمة)                                         | 28.25 مليون             | 374.68 ألف   |
| الكثافة السكانية (ن./كم²)                                 | 50.9                    | 16.31        |
| العاصمة                                                   | صنعاء عدن (عاصمة مؤقتة) | بلموبان      |
| اللغة الرسمية                                             | اللغة العربية           | لغة إنجليزية |
| العملة                                                    | ريال يمني               | دولار بليزي  |
| الناتج المحلي الإجمالي (بليون دولار)                      | 18.21 مليار             | 1.84 مليار   |
| الناتج المحلي الإجمالي (تعادل القوة الشرائية) بليون دولار | 75.69 مليار             | 3.05 مليار   |
| الناتج المحلي الإجمالي الاسمي للفرد دولار أمريكي          | 1.41 ألف                | 4.88 ألف     |
| الناتج المحلي الإجمالي للفرد دولار أمريكي                 |                         | 8.42 ألف     |
| مؤشر التنمية البشرية                                      | 0.498                   | 0.715        |
| رمز المكالمات الدولي                                      | +967                    | +501         |
| رمز الإنترنت                                              | .ye                     | .bz          |
| المنطقة الزمنية                                           | ت ع م+03:00             | 00           |

## منظمات دولية مشتركة
يشترك البلدان في عضوية مجموعة من المنظمات الدولية، منها:
| علم المنظمة | اسم المنظمة                        | تاريخ انضمام اليمن | تاريخ انضمام بليز |
| ----------- | ---------------------------------- | ------------------ | ----------------- |
|             | يونسكو                             | 2 أبريل 1962       | 10 مايو 1982      |
|             | مؤسسة التمويل الدولية              | 22 مايو 1970       | 19 مارس 1982      |
|             | منظمة حظر الأسلحة الكيميائية       | ?                  | ?                 |
|             | مؤسسة التنمية الدولية              | 22 مايو 1970       | 19 مارس 1982      |
|             | وكالة ضمان الاستثمار متعدد الأطراف | 12 مارس 1996       | 29 يونيو 1992     |
|             | الاتحاد البريدي العالمي            | ?                  | ?                 |
|             | الاتحاد الدولي للاتصالات           | 1931               | 16 ديسمبر 1981    |
|             | منظمة الشرطة الجنائية الدولية      | ?                  | ?                 |
|             | الأمم المتحدة                      | 30 سبتمبر 1947     | 25 سبتمبر 1981    |
|             | البنك الدولي للإنشاء والتعمير      | 3 أكتوبر 1969      | 19 مارس 1982      |

## وصلات خارجية
- موقع وزارة الخارجية البليزية